# 1358
- Wikisource

| Calendário gregoriano                                                        | 1358 MCCCLVIII                                        |
| Ab urbe condita                                                              | 2111                                                  |
| Calendário arménio                                                           | 807 – 808                                             |
| Calendário bahá'í                                                            | -486 – -485                                           |
| Calendário budista                                                           | 1902                                                  |
| Calendário chinês                                                            | 4054 – 4055 Início a 9 de fevereiro (aproximadamente) |
| Calendário copta                                                             | 1074 – 1075                                           |
| Calendário etíope                                                            | 1350 – 1351                                           |
| Calendários hindus - Vikram Samvat - Calendário nacional indiano - Cáli Iuga | 1413 – 1414 1279 – 1280 4458 – 4459                   |
| Calendário Holoceno                                                          | 11358                                                 |
| Calendário islâmico                                                          | 759 – 760                                             |
| Calendário judaico                                                           | 5118 – 5119                                           |
| Calendário persa                                                             | 736 – 737                                             |
| Calendário rúnico                                                            | 1608                                                  |
| Calendário solar tailandês                                                   | 1901                                                  |

1358 (MCCCLVIII, na numeração romana) foi um ano comum do século XIV do Calendário Juliano e a sua letra dominical foi G (52 semanas), teve início numa segunda-feira e terminou também numa segunda-feira.
| Ano completo                         |
| ------------------------------------ |
| Ano comum com início à segunda-feira |

## Eventos
- 28 de Maio - Início da Jacquerie, uma revolta popular em França
- 9 de Junho - Jacquerie: João III de Grailly, Captal de Buch e o Conde de Foix com 120 homens defendem a cidadela de Meaux contra uma horda de 9,000 camponeses
- 24 de Junho - Fim da Jacquerie com a morte, no total, de cerca de 20.000 camponeses

## Nascimentos
- 24 de Agosto - Rei João I de Castela.

## Mortes
- 22 de Agosto - Isabel, a Loba de França, rainha consorte de Inglaterra (na prisão).